# Hyperaspis bensonica
Hyperaspis bensonica är en skalbaggsart som beskrevs av Thomas Casey 1908. Hyperaspis bensonica ingår i släktet Hyperaspis och familjen nyckelpigor. Inga underarter finns listade i Catalogue of Life.